# Child's Play 2
Child's Play 2 (Brasil: Brinquedo Assassino 2 / Portugal: Chucky, o Boneco Diabólico 2) é um filme estadunidense de 1990 do gênero terror, sendo a primeira sequência de Child's Play, de 1988, escrito por Don Mancini e dirigido por John Lafia, um dos co-escritores do primeiro filme; é o segundo filme da franquia Child's Play, sendo lançado dois anos depois do primeiro filme. O enredo segue o boneco Chucky, que foi reconstruído, continuando sua busca por Andy Barclay, agora colocado em um orfanato, para transferir sua alma para o corpo do menino. O filme é estrelado por Alex Vincent, que retorna no papel de Andy Barclay, Gerrit Graham e Jenny Agutter como pais adotivos de Andy, Christine Elise como Kyle e Brad Dourif na voz de Chucky; o filme também marca a estréia de Adam Wylie no cinema. Em um contraste notável com o primeiro filme, que teve um tom mais sombrio, Child's Play 2 incorporou uma abordagem mais cômica em sua história, apesar do longa ter colocado um tom mais violento quanto ao personagem central.
Child's Play 2 foi lançado nos cinemas dos Estados Unidos em 9 de novembro de 1990, exatamente dois anos após a estreia do primeiro filme. O filme arrecadou US$ 35,8 milhões em todo o mundo; detém uma taxa de aprovação de 40% no Rotten Tomatoes com base em 16 avaliações.

## Enredo
Dois anos após a morte de Chucky, os restos do boneco são recuperados e remontados pela Play Pals Corporation, a fabricante dos bonecos "Good Guy", para tranquilizar seus acionistas após a publicidade negativa dos assassinatos relacionados ao brinquedo. Durante o processo ocorre uma oscilação de energia e um dos trabalhadores da linha de montagem é morto por eletrocussão; Sullivan, o diretor executivo da empresa, ordena seu assistente Mattson a encobrir o acidente e se desfazer de Chucky, sem saber que o boneco foi ressuscitado pelo ocorrido.
Enquanto isso, Andy Barclay encontra-se em um orfanato desde os assassinatos de 1988; sua mãe está em um hospital psiquiátrico, tendo sido declarada insana por apoiar sua história sobre Chucky. Andy é adotado por Phil e Joanne Simpson, que já adotaram uma adolescente cínica chamada Kyle. Chucky logo descobre o paradeiro de Andy usando o telefone do carro de Mattson para ligar para Grace Poole, a gerente do centro adotivo de Andy, antes de sequestrar seu carro ameaçando Mattson com uma arma de água e depois sufocá-lo com uma sacola plástica até finalmente chegar à casa dos Simpson. Chucky se infiltra no local destruindo outro boneco "Good Guy" da casa chamado Tommy e passando-se por ele mesmo.
Depois que Chucky destrói uma herança que Joanne havia proibido Andy de tocar, Phil confronta o menino e Kyle para questionar quem quebrou o valioso objeto, pondo os dois de castigo uma vez que ambos afirmam que são inocentes. Andy passa o resto do dia junto com Kyle, inicialmente acreditando que Tommy, que na verdade é Chucky disfarçado, é um boneco comum como qualquer outro; naquela noite, Chucky amarra Andy em sua cama e se revela, mas Kyle entra no quarto antes que ele possa completar o ritual para possuí-lo. Kyle não acredita nas afirmações de Andy sobre Chucky enquanto Phil e Joanne acreditam que Kyle é o responsável por amarrar Andy na cama e jogam Chucky no porão, onde ele percebe que está se tornando humano depois de sofrer uma hemorragia nasal.
No dia seguinte, Chucky secretamente segue Andy a bordo do ônibus da escola e faz com que ele seja detido por sua professora, a senhorita Kettlewell, após rabiscar palavras chulas direcionadas à ela em sua lição. Andy foge do castigo, enquanto Chucky fere Kettlewell até a morte com uma fita métrica. Phil continua a não acreditar em Andy e considera devolvê-lo ao centro de adoção.
Naquela noite, Andy entra no porão para destruir Chucky com uma faca elétrica, mas Chucky o domina; quando Phil chega para investigar o barulho do porão, Chucky o faz tropeçar na escada fincando uma foice em seu pé e quebrando seu pescoço. Depois de encontrar Phil morto e ver Andy com a faca elétrica nas mãos, Joanne imediatamente pensa que Andy é o responsável pela morte de seu marido e prontamente envia o menino de volta ao orfanato. Kyle posteriormente descobre Tommy, que havia sido escondido anteriormente por Chucky, enterrado embaixo do balanço do jardim, percebendo que Andy estava dizendo a verdade sobre o boneco; ela corre para avisar Joanne, a quem Chucky já assassinou cortando sua garganta. Chucky embosca Kyle e obriga a levá-lo de carro para o centro de acolhimento, onde Andy foi enviado.
No orfanato, Chucky evacua o prédio acionando um alarme falso de incêndio; ele esfaqueia Grace até a morte e força Andy a levá-lo para a fábrica de brinquedos da Play Pals para realizar a possessão de seu corpo. Kyle persegue-os até a fábrica, onde Chucky deixa Andy inconsciente e inicia o ritual, mas percebe que ele está permanentemente preso no corpo do boneco após ver que seu nariz continua sangrando. Enfurecido, ele persegue Andy e Kyle com a intenção de matá-los. Enquanto Andy e Kyle procuram por uma saída e Chucky persegue-os sobre a maquinaria da fábrica, Kyle fecha um portão de ferro sobre uma das mãos de Chucky; o boneco então tira a mão presa no portão de seu próprio corpo e a substitui pela lâmina da faca que carrega consigo, enquanto Andy e Kyle esforçam-se pra fugir.
Depois que Chucky mata um técnico de fábrica, Kyle e Andy conseguem prender o boneco em uma máquina que cola vários braços e pernas de outros bonecos em seu corpo; Chucky, contudo, escapa da máquina cortando sua própria cintura, mas sua mão com a lâmina fica presa em um aparelho quando ele tenta esfaquear Andy, que derrama plástico derretido em todo o corpo do maligno boneco. Chucky, ainda vivo e meio derretido, persiste em atacar Kyle, mas ela empurra uma mangueira de ar de alta pressão na boca de Chucky, o que faz inflar sua cabeça até explodir. Andy e Kyle, vendo que finalmente se livraram do boneco, saem da fábrica juntos sem saber aonde ir.

## Elenco
- Alex Vincent como Andy Barclay
- Brad Dourif como a voz de Chucky
- Christine Elise como Kyle
- Jenny Agutter como Joanne Simpson
- Gerrit Graham como Phil Simpson
- Grace Zabriskie como Grace Poole
- Peter Haskell como o Sr. Sullivan
- Beth Grant como a senhorita Kettlewell
- Greg Germann como Mattson
- Adam Wylie como Sammy

## Produção
Após lançar Child's Play em 1988, a United Artists aprovou a realização de um segundo filme. A sequência estava em fase de pré-produção quando um executivo da United Artists disse ao produtor David Kirschner que o filme seria suspenso quando o estúdio estava prestes a ser adquirido pelo grupo australiano Qintex, que decidiu que a United não iria mais fazer filmes de terror após comprá-la.
Os estúdios Paramount Pictures, Warner Bros., Columbia, Fox Film, The Price Company, Carolco, New Line Cinema, Walt Disney Studios e Universal prontamente expressaram interesse nos direitos de filmagem da produção, que até aquela altura já tinha planos para se tornar uma franquia de filmes. A Universal foi a vencedora e adquiriu os direitos depois que Steven Spielberg ajudou Kirschner a convencer Sid Sheinberg, então executivo da MCA, que era dona da Universal na época, a comprar os direitos de produção.

## Recepção

### Comercial
Child's Play 2 estreou em primeiro lugar nos Estados Unidos, tendo arrecadado em seu fim de semana de estréia um total bruto de US$ 10.718.520 de 1.996 salas de cinema norte-americanas. O filme arrecadou um total de US$ 28.501.605 nos Estados Unidos e mais US$ 7,3 milhões no exterior, tendo um faturamento total de US$ 35,8 milhões.

### Crítica
O site Rotten Tomatoes dá ao filme uma classificação de aprovação de 40% com base em 15 revisões. Evan Dickson, do site Bloody Disgusting, afirmou que o filme superou o seu predecessor, escrevendo: "Child's Play 2, apesar de despir todos os artifícios, ainda assim consegue ser um bom filme de terror". As audiências pesquisadas pelo CinemaScore deram ao filme uma nota média de "A-" numa escala de A+ a F.
A Variety escreveu: "Child's Play 2 é outro caso de sequência que refaz os poucos elementos inovadores de seu antecessor até o ponto da dormência total"; Gene Siskel deu ao filme nenhuma estrela das quatro disponíveis, chamando-o de "um pequeno terror vicioso e feio"; Kevin Thomas, do jornal Los Angeles Times, disse que o primeiro filme é "um fantástico terror com estilo único", mas a sua continuação "era menos divertida de assistir"; Richard Harrington do The Washington Post chamou de "uma sequência que não é tão boa quanto seu 'progenitor'".

## Lançamento doméstico
Child's Play 2 foi lançado pela primeira vez em VHS pela MCA/Universal Home Video na América do Norte em 11 de abril de 1991. O filme foi lançado em DVD em 1999 juntamente com o primeiro lançamento doméstico de A Noiva de Chucky. Foi lançado em várias coleções, como:
- The Chucky Collection (ao lado de Child's Play 3 e A Noiva de Chucky), lançado em 7 de outubro de 2003.[17]
- Chucky - The Killer DVD Collection (ao lado de Child's Play 3, A Noiva de Chucky e Seed of Chucky), lançado em 19 de setembro de 2006.[18]
- Chucky: The Complete Collection (ao lado da trilogia Child's Play, A Noiva de Chucky, Seed of Chucky e A Maldição de Chucky), lançado em 8 de outubro de 2013.[19]